# Автурханов Умар Джунітович
Умар Джунітович Автурха́нов (нар. 21 січня 1946, с. Кубековка, Убаганський район, Костанайська область, КазРСР) — чеченський і російський державний і політичний діяч. Один із лідерів Чечні, очолював антидудаєвську коаліцію в Чеченській республіці (1993-1995). Був одним із військово-політичних діячів антидудаївської опозиції .  Після  Хасав'юртівських угод займав посаду заступника директора Федеральна служба податкової поліції Російської Федерації (1996-1999). Генерал-майор податкової поліції РФ.
Походить з тейпа Пешхой .

## Життєпис
Народився в Казахській РСР. Закінчив Орджонікідзевське вище загальновійськове командне училище і заочне відділення юридичного факультету Кубанського державного університету.
Проходив строкову військову службу в Закавказькому військовому окрузі. Потім був переведений на роботу в органи внутрішніх справ Грузію, де служив начальником відділу охорони громадського порядку міста Сухумі.
У грудні 1991 року був обраний головою Тимчасового комітету з управління Надтеречним районом Чеченської Республіки. З квітня 1992 року — голова адміністрації Надтеречного району. В 1992 став співголовою партії «Маршо», був одним з керівників блоку опозиційних Джохару Дудаєву партій і рухів «Круглий стіл».
У травні—червні 1993 року керував організацією збройних виступів формувань опозиції проти Дудаєва в Грозному. 16 грудня 1993 року, на нараді лідерів чеченської опозиції, обраний головою Тимчасової ради Чеченської Республіки.
У січні 1995 року призначений першим заступником голови територіального управління федеральних органів виконавчої по Чеченській Республіці. У березні 1995 року обраний головою Комітету національної згоди Чечні. Обіймав цю посаду до 24 жовтня 1995 року.
У 1996 році за вказівкою голови уряду Росії Віктора Черномирдіна призначений заступником керівника Федеральна служба податкової поліції Російської Федерації Федеральної служби податкової поліції Росії. Спеціально для Автурханова було введено ще одну посаду заступника директора. Курирував управління фізичного захисту та протипожежну безпеку.
У квітні 1999 року був відправлений у відставку. У тому ж році очолив Міжнародну Академію будівництва та екології.